# المجموعة الفردانية DE
المجموعة الفردانية DE، أو السُّلالة DE، هي مجموعة فردانيَّة بشريَّة ذكوريَّة. يتم تعريفه من خلال تعدد طفرات أشكال النوكليوتيدات المفردة (SNP)، أو UEPs، M1(YAP)، M145(P205)، M203، P144، P153، P165، P167، P183. تعتبر السُّلالة DE فريدة من نوعها لأنها موزعة في عدة مجموعات جغرافية متميزة. توجد الفئة الفرعية المباشرة، السُّلالة D (المعروفة أيضًا باسم D-CTS3946)، وذلك بشكل رئيسي في شرق آسيا، وأجزاء من آسيا الوسطى، وجزر أندمان، ولكن أيضًا بشكل متقطع في غرب إفريقيا وغرب آسيا. أما الفئة الفرعية المباشرة الأخرى، وهي المجموعة الفردانية E، فهي شائعة في إفريقيا، وبدرجة أقل في الشرق الأوسط وجنوب أوروبا.
كان عمر السُّلالة DE الذي تم تقديره سابقًا بما يتراوح بين 65 و71 ألف عام، تم تقديره لاحقًا بحوالي 68,555 ألف عامًا ومؤخرًا بحوالي 76,500 عام.

## أصول

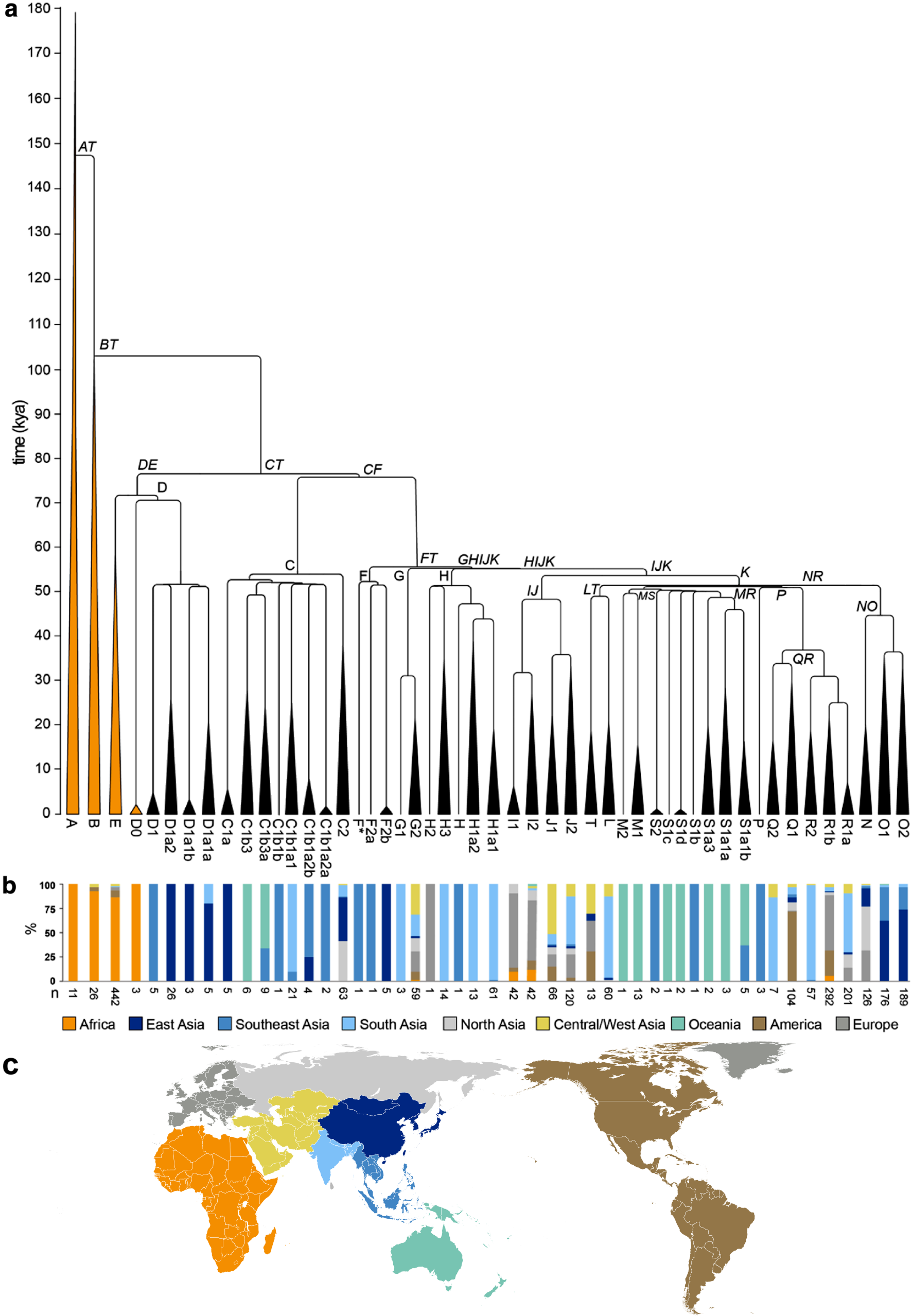
تقدير شجرة هابلوغروب بواسطة هالاست وآخرون. 2020

السلالة الأكثر بخلًا في YAP وفقًا لـ Underhill وKivisild 2007

### الاكتشاف
تم اكتشاف إدخال YAP من قبل العلماء بقيادة مايكل هامر من جامعة أريزونا. وما بين عامي 1997 و1998 نشر هامر ثلاث مقالات تتعلق بأصول المجموعة الفردانية DE. تشير هذه المقالات إلى أن إدخال YAP نشأ في آسيا. في الآونة الأخيرة في عام 2007، بعض الدراسات أجراها الباحث شاندراسيكار وغيره سنة 2007، استشهد بمنشورات هامر عند الدفاع عن الأصل الآسيوي لإدراج YAP.
تتضمن السيناريوهات التي حددها هامر الهجرة خارج أفريقيا منذ أكثر من 100 ألف عام، وإدخال YAP+ على كروموسوم Y الآسيوي منذ 55 ألف عام، والهجرة الخلفية لـ YAP+ من آسيا إلى أفريقيا منذ 31 ألف عام بواسطة المجموعة الفردانية الفرعية E. استند هذا التحليل إلى حقيقة أن السلالات الأفريقية الأقدم، مثل السُّلالتين A وB، كانت سلبية لـ YAP بينما كانت السلالة الأصغر سنًا، السُّلالة E، إيجابية لـ YAP. ومن الواضح أن السُّلالة D، والتي هي إيجابية YAP، كانت سلالة آسيوية، ولا توجد إلا في شرق آسيا مع ترددات عالية في جزر أندمان واليابان والتبت.

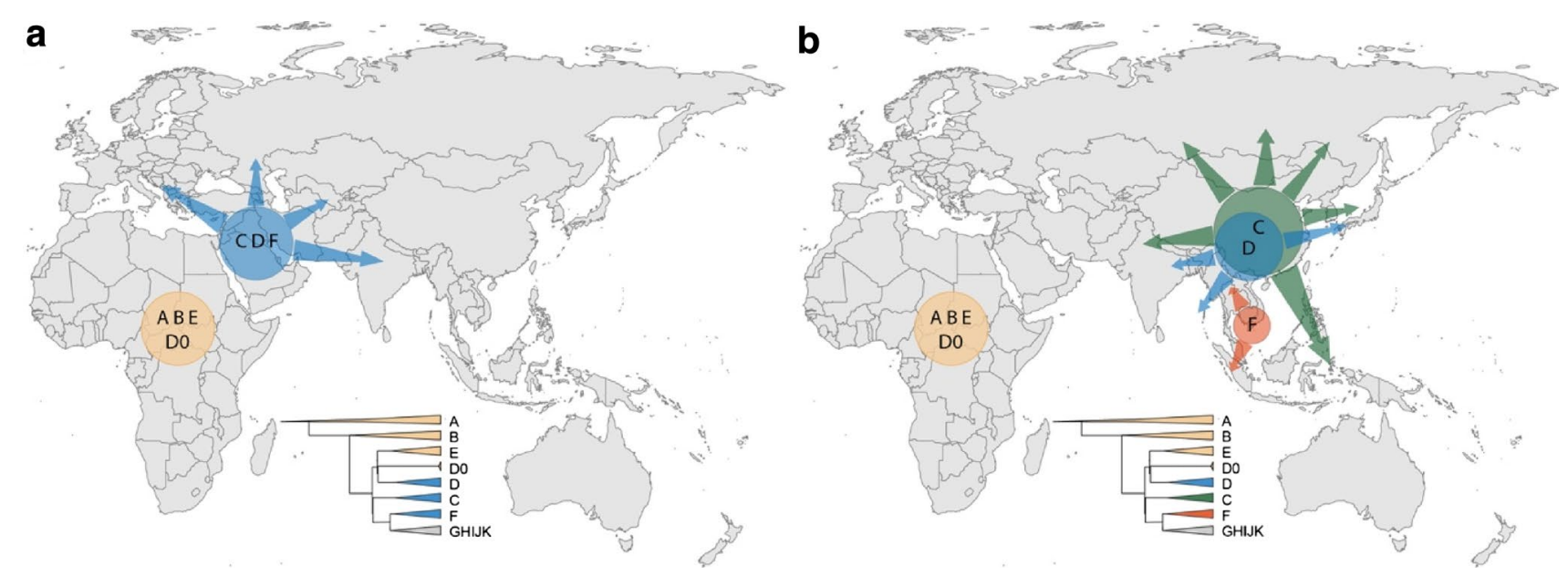
أقدم السلالات غير الأفريقية المتفرعة (C، D، F) بعد حدث خارج أفريقيا (أ)، وأعمق تباعدها بين شرق أو جنوب شرق آسيا المعاصر (ب)، مما يشير إلى توسعات ساحلية سريعة. تظهر شجرة Y المبسطة كمرجع للألوان.

## توزيع
تستمر الفئات الفرعية من DE في إرباك الباحثين الذين يحاولون إعادة بناء هجرة البشر وتوقع مسارهم، لأنها على الرغم من شيوعها في أفريقيا وشرق آسيا، فهي أيضًا غائبة إلى حد كبير بين هاتين المنطقتين. نظرًا لأن السُّلالة DE نادرة للغاية، ولذلك، فإن غالبية خطوط الذكور DE تقع في فئات فرعية إما في السُّلالة D أو السُّلالة E. يُعتقد أن السُّلالة D قد نشأ في أفريقيا، على الرغم من أن فئته الفرعية الأكثر انتشارًا، D-M174، من المحتمل أنها نشأت في آسيا - المكان الوحيد الذي يوجد فيه D-M174 الآن. من المرجح أن تكون السُّلالة E قد نشأت في شرق إفريقيا. ومع ذلك، يعتبر بعض العلماء أن وجود أصل غرب آسيوي للسُّلالة E ممكن.
- المجموعة الفردانية D
- المجموعة الفردانية E
- المجموعة الفردانية CF

## روابط خارجية
- http://dienekes.blogspot.ru/2015/07/phylogeographic-refinement-of.html Trombetta B. "Phylogeographic Refinement and Large Scale Genotyping of Human Y Chromosome Haplogroup E Provide New Insights into the Dispersal of Early Pastoralists in the African Continent"